# Stănița (gmina)
Stănița – gmina w Rumunii, w okręgu Neamț. Obejmuje miejscowości Chicerea, Ghidion, Poienile Oancei, Stănița, Todireni, Veja i Vlădnicele. W 2011 roku liczyła 1966 mieszkańców.